# Arrondissement de Saint-Étienne
 (août 2024).
La mise en forme du texte ne suit pas les recommandations de Wikipédia : il faut le « wikifier ».
Les points d'amélioration suivants sont les cas les plus fréquents. Le détail des points à revoir est peut-être précisé sur la page de discussion.
- Les titres sont pré-formatés par le logiciel. Ils ne sont ni en capitales, ni en gras.
- Le texte ne doit pas être écrit en capitales (les noms de famille non plus), ni en gras, ni en italique, ni en « petit »…
- Le gras n'est utilisé que pour surligner le titre de l'article dans l'introduction, une seule fois.
- L'italique est rarement utilisé : mots en langue étrangère, titres d'œuvres, noms de bateaux, etc.
- Les citations ne sont pas en italique mais en corps de texte normal. Elles sont entourées par des guillemets français : « et ».
- Les listes à puces sont à éviter, des paragraphes rédigés étant largement préférés. Les tableaux sont à réserver à la présentation de données structurées (résultats, etc.).
- Les appels de note de bas de page (petits chiffres en exposant, introduits par l'outil «  Source ») sont à placer entre la fin de phrase et le point final[comme ça].
- Les liens internes (vers d'autres articles de Wikipédia) sont à choisir avec parcimonie. Créez des liens vers des articles approfondissant le sujet. Les termes génériques sans rapport avec le sujet sont à éviter, ainsi que les répétitions de liens vers un même terme.
- Les liens externes sont à placer uniquement dans une section « Liens externes », à la fin de l'article. Ces liens sont à choisir avec parcimonie suivant les règles définies. Si un lien sert de source à l'article, son insertion dans le texte est à faire par les notes de bas de page.
- La présentation des références doit suivre les conventions bibliographiques. Il est recommandé d'utiliser les modèles {{Ouvrage}}, {{Chapitre}}, {{Article}}, {{Lien web}} et/ou {{Bibliographie}}. Le mode d'édition visuel peut mettre en forme automatiquement les références.
- Insérer une infobox (cadre d'informations à droite) n'est pas obligatoire pour parachever la mise en page.

Pour une aide détaillée, merci de consulter Aide:Wikification.
Si vous pensez que ces points ont été résolus, vous pouvez retirer ce bandeau et améliorer la mise en forme d'un autre article.
L'arrondissement de Saint-Étienne est une division administrative française, située dans le département de la Loire et la région Auvergne-Rhône-Alpes.
On peut diviser cet arrondissement en trois entités distinctes : les vallées urbanisées, le Jarez et le Pilat.

## Composition

### Avant leredécoupage cantonal de 2014
Jusqu'aux élections départementales de mars 2015, l'arrondissement de Saint-Étienne était composé de 19 cantons et 74 communes :
canton de Bourg-Argental - canton du Chambon-Feugerolles - canton de Firminy - canton de la Grand-Croix - canton de Pélussin - canton de Rive-de-Gier - canton de Saint-Chamond-Nord - canton de Saint-Chamond-Sud - canton de Saint-Étienne-Nord-Est-1 - canton de Saint-Étienne-Nord-Est-2 - canton de Saint-Étienne-Nord-Ouest-1 - canton de Saint-Étienne-Nord-Ouest-2 - canton de Saint-Étienne-Sud-Est-1 - canton de Saint-Étienne-Sud-Est-2 - canton de Saint-Étienne-Sud-Est-3 - canton de Saint-Étienne-Sud-Ouest-1 - canton de Saint-Étienne-Sud-Ouest-2 - canton de Saint-Genest-Malifaux - canton de Saint-Héand.

### Composition actuelle
Dans le cadre du redécoupage territorial de 2014, l'arrondissement de Saint-Étienne compte d'abord 74 communes (sur 10 cantons) puis, au 1er janvier 2017, 75 communes (réparties sur 11 cantons) :
- Andrézieux-Bouthéon (1 des 15 communes du canton d'Andrézieux-Bouthéon) ;
- les 5 communes du canton de Firminy : Çaloire, Firminy, Fraisses, Saint-Paul-en-Cornillon et Unieux.
- les 35 communes du canton du Pilat : Le Bessat, Bessey, Bourg-Argental, Burdignes, La Chapelle-Villars, Chavanay, Chuyer, Colombier, Doizieux, Graix, Jonzieux, Lupé, Maclas, Malleval, Marlhes, Pavezin, Pélussin, Planfoy, Roisey, Saint-Appolinard, Saint-Genest-Malifaux, Saint-Julien-Molin-Molette, Saint-Michel-sur-Rhône, Saint-Pierre-de-Bœuf, Saint-Régis-du-Coin, Saint-Romain-les-Atheux, Saint-Sauveur-en-Rue, Sainte-Croix-en-Jarez, Tarentaise, La Terrasse-sur-Dorlay, Thélis-la-Combe, La Valla-en-Gier, Véranne, Vérin, La Versanne ;
- les 11 communes du canton de Rive-de-Gier : Châteauneuf, Dargoire, Farnay, La Grand-Croix, Lorette, Genilac, Rive-de-Gier, Saint-Joseph, Saint-Martin-la-Plaine, Saint-Paul-en-Jarez, Tartaras ;
- les 2 communes du canton de Saint-Chamond : L'Horme, Saint-Chamond ;
- Saint-Étienne (canton de Saint-Étienne-1, Saint-Étienne-2, Saint-Étienne-3, Saint-Étienne-4, Saint-Étienne-5) ;
- Le Chambon-Feugerolles et la Ricamarie (canton de Saint-Étienne-2) ;
- Roche-la-Molière et Saint-Genest-Lerpt (canton de Saint-Étienne-3) ;
- Villars (canton de Saint-Étienne-4) ;
- Saint-Jean-Bonnefonds et Saint-Priest-en-Jarez (canton de Saint-Étienne-5) ;
- les 13 communes du canton de Sorbiers : Cellieu, Chagnon, L'Étrat, Fontanès, La Fouillouse, Marcenod, Saint-Christo-en-Jarez, Saint-Héand, Saint-Romain-en-Jarez, Sorbiers, La Talaudière, La Tour-en-Jarez, Valfleury.

### Découpage communal depuis 2015
Depuis 2015, le nombre de communes des arrondissements varie chaque année soit du fait du redécoupage cantonal de 2014 qui a conduit à l'ajustement de périmètres de certains arrondissements, soit à la suite de la création de communes nouvelles. Le nombre de communes de l'arrondissement de Saint-Étienne est ainsi de 74 en 2015, 74 en 2016 et 75 en 2017.
Au 1er janvier 2024, l'arrondissement groupe les 75 communes suivantes :
1. Andrézieux-Bouthéon
2. Le Bessat
3. Bessey
4. Bourg-Argental
5. Burdignes
6. Caloire
7. Cellieu
8. Chagnon
9. Le Chambon-Feugerolles
10. La Chapelle-Villars
11. Châteauneuf
12. Chavanay
13. Chuyer
14. Colombier
15. Dargoire
16. Doizieux
17. L'Étrat
18. Farnay
19. Firminy
20. Fontanès
21. La Fouillouse
22. Fraisses
23. Genilac
24. Graix
25. La Grand-Croix
26. L'Horme
27. Jonzieux
28. Lorette
29. Lupé
30. Maclas
31. Malleval
32. Marcenod
33. Marlhes
34. Pavezin
35. Pélussin
36. Planfoy
37. La Ricamarie
38. Rive-de-Gier
39. Roche-la-Molière
40. Roisey
41. Saint-Appolinard
42. Saint-Chamond
43. Saint-Christo-en-Jarez
44. Sainte-Croix-en-Jarez
45. Saint-Étienne
46. Saint-Genest-Lerpt
47. Saint-Genest-Malifaux
48. Saint-Héand
49. Saint-Jean-Bonnefonds
50. Saint-Joseph
51. Saint-Julien-Molin-Molette
52. Saint-Martin-la-Plaine
53. Saint-Michel-sur-Rhône
54. Saint-Paul-en-Cornillon
55. Saint-Paul-en-Jarez
56. Saint-Pierre-de-Bœuf
57. Saint-Priest-en-Jarez
58. Saint-Régis-du-Coin
59. Saint-Romain-en-Jarez
60. Saint-Romain-les-Atheux
61. Saint-Sauveur-en-Rue
62. Sorbiers
63. La Talaudière
64. Tarentaise
65. Tartaras
66. La Terrasse-sur-Dorlay
67. Thélis-la-Combe
68. La Tour-en-Jarez
69. Unieux
70. Valfleury
71. La Valla-en-Gier
72. Véranne
73. Vérin
74. La Versanne
75. Villars

## Démographie
En 2022, l'arrondissement comptait 427 009 habitants.
| 1968    | 1975    | 1982    | 1990    | 1999    | 2006    | 2011    | 2016    | 2021    |
| ------- | ------- | ------- | ------- | ------- | ------- | ------- | ------- | ------- |
| 446 026 | 453 550 | 440 093 | 438 922 | 415 576 | 413 329 | 408 662 | 423 286 | 425 495 |

| 2022    | - | - | - | - | - | - | - | - |
| ------- | - | - | - | - | - | - | - | - |
| 427 009 | - | - | - | - | - | - | - | - |

## Sous-préfets
| Période           | Période      | Identité                                           | Fonction précédente | Observation |
| ----------------- | ------------ | -------------------------------------------------- | ------------------- | ----------- |
| 12 avril 1800     |              | Antoine Sauzéa                                     |                     |             |
| 4 juin 1815       | juillet 1815 | Jean-Jacques Baude                                 |                     |             |
| 7 juillet 1815    |              | ROYER-CHAPELON                                     |                     |             |
| 2 août 1815       |              | François, Marguerite, Lucien DUROSIER              |                     |             |
| 30 octobre 1827   |              | Louis de ROCHEFORT                                 |                     |             |
| 22 août 1830      |              | Guillaume-Ferdinand Teissier                       |                     |             |
| 1er novembre 1832 |              | Marie, Joseph MOLLARD                              |                     |             |
| 5 mars 1834       |              | Henri, Denis DUGAT                                 |                     |             |
| 23 juillet 1834   |              | Félix PARRAN                                       |                     |             |
| 12 juillet 1836   |              | Jean, Antoine, Auguste GÉNIE                       |                     |             |
| 21 septembre 1936 |              | Alexandre DELON                                    |                     |             |
| 2 novembre 1838   | 1846         | Eugène de Ladoucette                               |                     |             |
| 7 mars 1846       |              | Sylvain BLOT                                       |                     |             |
| 24 février 1848   |              | ROYER                                              |                     |             |
|                   |              | Tristan Duché                                      |                     |             |
| 1848              |              | SOVÈCHE                                            |                     |             |
| 27 avril 1848     |              | Jean-Baptiste CHEVROLAT                            |                     |             |
| 19 août 1848      |              | Jean-Baptiste, Édouard ALAUX                       |                     |             |
| 17 décembre 1848  |              | Antoine, Augustin CHICANEAU de CHAMBARON           |                     |             |
| 14 juin 1850      |              | Charles BECQUEY                                    |                     |             |
| 27 mars 1851      |              | Dominique, Joseph, Aldebert de PINETON de CHAMBRUN |                     |             |
| 1er décembre 1851 |              | Pierre, Marie, Hector COLLET-MEYGRET               |                     |             |
| 1852              | 1853         | Eugène Janvier de La Motte                         |                     |             |
| 2 juillet 1853    |              | Jean-Baptiste, François, Antoine, Adolphe DELMAS   |                     |             |

La sous-préfecture de Saint-Étienne (1800-1855), devient préfecture de la Loire à la place de Montbrison (Loire)